# Sérgio Miguel Lobo Araújo
Sérgio Miguel Lobo Araújo, noto anche con lo pseudonimo di Serginho (Barcelos, 1º dicembre 1999), è un calciatore portoghese, centrocampista del Santa Clara.

## Carriera
Serginho ha iniziato la sua carriera professionistica con il Felgueiras 1932 ed ha giocato il suo primo incontro il 19 settembre 2020 nel Campeonato de Portugal contro il Vitória Guimarães B. Ha segnato il suo primo gol il 23 febbraio 2022, decidendo la trasferta di Terceira Liga contro il Fafe terminata 1-0.
Nel 2022 è stato acquistato dall'Oliveirense ed il 6 agosto ha fatto il suo esordio in Liga Portugal 2 nell'incontro casalingo vinto 3-1 contro il Mafra. La stagione successiva è passato al Santa Clara, con cui al termine della stagione ha centrato la promozione in Primeira Liga terminando il campionato al primo posto. Ha fatto il suo debutto nella massima divisione portoghese il 24 agosto 2024 contro il Casa Pia.

## Statistiche

### Presenze e reti nei club
Statistiche aggiornate all'11 novembre 2024.
| Stagione        | Squadra         | Campionato      | Campionato | Campionato | Coppe nazionali | Coppe nazionali | Coppe nazionali | Coppe continentali | Coppe continentali | Coppe continentali | Altre coppe | Altre coppe | Altre coppe | Totale | Totale | Totale |
| Stagione        | Squadra         | Comp            | Pres       | Reti       | Comp            | Pres            | Reti            | Comp               | Pres               | Reti               | Comp        | Pres        | Reti        | Pres   | Reti   |        |
| --------------- | --------------- | --------------- | ---------- | ---------- | --------------- | --------------- | --------------- | ------------------ | ------------------ | ------------------ | ----------- | ----------- | ----------- | ------ | ------ | ------ |
| 2020-2021       | Felgueiras 1932 | CdP             | 21         | 0          | CP              | 1               | 0               | -                  | -                  | -                  | -           | -           | -           | 22     | 0      |        |
| 2021-2022       | Felgueiras 1932 | TL              | 25         | 3          | CP              | 0               | 0               | -                  | -                  | -                  | -           | -           | -           | 25     | 3      |        |
| 2022-2023       | Oliveirense     | LdH             | 33         | 4          | CP+CdL          | 1+4             | 0+1             | -                  | -                  | -                  | -           | -           | -           | 38     | 5      |        |
| 2023-2024       | Santa Clara     | LdH             | 18         | 2          | CP+CdL          | 3+1             | 0               | -                  | -                  | -                  | -           | -           | -           | 22     | 2      |        |
| 2024-2025       | Santa Clara     | PL              | 7          | 0          | CP+CdL          | 1+1             | 0               | -                  | -                  | -                  | -           | -           | -           | 9      | 0      |        |
| Totale carriera | Totale carriera | Totale carriera | 104        | 9          |                 | 12              | 1               |                    | -                  | -                  |             | -           | -           | 116    | 10     |        |

## Palmarès

### Club

#### Competizioni nazionali
- Segunda Liga: 1

Santa Clara: 2023-2024

### Individuale
- Squadra dell'anno di Terceira Liga: 1

2021-2022